# Список мультфільмів «Том і Джеррі»
«Том і Джеррі» (англ. Tom and Jerry) — серія мультфільмів, створена американськими аніматорами Вільямом Ганною і Джозефом Барберою в 1940 році. Станом на 2018 рік усього було випущено 164 короткометражних мультфільми, 14 повнометражних мультфільмів і 5 мультсеріалів.

## 1940—1958: Мультфільми Ганни-Барбери / MGM
Перелічені нижче 114 короткометражних мультфільмів були створені американськими аніматорами Вільямом Ганною і Джозефом Барберою в мультиплікаційній студії Metro-Goldwyn-Mayer.

### 1940
| №   | Назва              | Дата      | Примітки |
| --- | ------------------ | --------- | --- |
| 001 | Puss Gets the Boot | 10 лютого | Перший мультфільм циклу, номінований на премію «Оскар» у категорії «Кращий анімаційний короткометражний фільм». Тома і Джеррі звуть Джаспер і Джинкс. Перша поява Місс Пара Капців. |

### 1941
| №   | Назва                      | Дата     | Примітки                                                                               |
| --- | -------------------------- | -------- | -------------------------------------------------------------------------------------- |
| 002 | The Midnight Snack         | 19 липня | Перший мультфільм, де для кота і миші дали сучасні імена «Том і Джеррі».               |
| 003 | The Night Before Christmas | 6 грудня | Номінант на премію «Оскар» у категорії «Найкращий анімаційний короткометражний фільм». |

### 1942
| №   | Назва                 | Дата      | Примітки                                               |
| --- | --------------------- | --------- | ------------------------------------------------------ |
| 004 | Fraidy Cat            | 17 січня  | Перший епізод, у якому Том та Джеррі програють обидва. |
| 005 | The Dog Trouble       | 18 квітня | Перша поява Спайка                                     |
| 006 | Puss n 'Toots         | 30 травня |                                                        |
| 007 | The Bowling Alley Cat | 18 липня  |                                                        |
| 008 | Fine Feathered Friend | 10 жовтня |                                                        |

### 1943
| №   | Назва                   | Дата      | Примітки |
| --- | ----------------------- | --------- | --- |
| 009 | Sufferin 'Cats!         | 16 січня  | Перша поява Мітхеда                                                                                              |
| 010 | The Lonesome Mouse      | 22 травня | Фільм робили під час II світової війни, тому тут є фрагмент, як Джеррі плює на портрет Тома-Гітлера              |
| 011 | The Yankee Doodle Mouse | 26 червня | Перший мультфільм циклу, який отримав премію «Оскар» у категорії «Кращий анімаційний короткометражний фільм» :32 |
| 012 | Baby Puss               | 25 грудня | Перша поява Бутча і Топсі                                                                                        |

### 1944
| №   | Назва                  | Дата         | Примітки |
| --- | ---------------------- | ------------ | --- |
| 013 | The Zoot Cat           | 26 лютого    | |
| 014 | The Million Dollar Cat | 6 травня     | Цей мультфільм не увійшов до збірки «Tom & Jerry Classic Collection». Також у цій серії Том вперше переміг.   |
| 015 | The Bodyguard          | 22 липня     | |
| 016 | Puttin' on the Dog     | 28 жовтня    | |
| 017 | Mouse Trouble          | 23 листопада | Другий мультфільм циклу, який отримав премію «Оскар» у категорії «Кращий анімаційний короткометражний фільм». |

### 1945
| №   | Назва                     | Дата       | Примітки |
| --- | ------------------------- | ---------- | --- |
| 018 | The Mouse Comes to Dinner | 5 травня   | |
| 019 | Mouse in Manhattan        | 7 липня    | |
| 020 | Tee for Two               | 21 липня   | |
| 021 | Flirty Birdy              | 22 вересня | |
| 022 | Quiet Please!             | 25 грудня  | Третій мультфільм циклу, який отримав премію «Оскар» у категорії «Кращий анімаційний короткометражний фільм» :32 |

### 1946
| №   | Назва                 | Дата       | Примітки                                                        |
| --- | --------------------- | ---------- | --------------------------------------------------------------- |
| 023 | Springtime for Thomas | 30 березня | Перший мультфільм циклу, номінований на премію «Енні».          |
| 024 | The Milky Waif        | 18 травня  | У серії вперше з'являється мишеня Нібблз, також відоме як Таффі |
| 025 | Trap Happy            | 29 червня  |                                                                 |
| 026 | Solid Serenade        | 31 серпня  |                                                                 |

### 1947
| №   | Назва                    | Дата       | Примітки |
| --- | ------------------------ | ---------- | --- |
| 027 | Cat Fishin'              | 22 лютого  | |
| 028 | Part Time Pal            | 15 березня | |
| 029 | The Cat Concerto         | 26 квітня  | Четвертий мультфільм циклу, який отримав премію «Оскар» у категорії «Кращий анімаційний короткометражний фільм» :32 |
| 030 | Dr. Jekyll and Mr. Mouse | 14 червня  | Номінант на премію «Оскар» у категорії «Кращий анімаційний короткометражний фільм».                                 |
| 031 | Salt Water Tabby         | 12 липня   | |
| 032 | A Mouse in the House     | 30 серпня  | |
| 033 | The Invisible Mouse      | 27 вересня | |

### 1948
| №   | Назва                 | Дата       | Примітки                                                              |
| --- | --------------------- | ---------- | --------------------------------------------------------------------- |
| 034 | Kitty Foiled          | 1 червня   |                                                                       |
| 035 | The Truce Hurts       | 17 липня   |                                                                       |
| 036 | Old Rockin 'Chair Tom | 18 вересня | Перша поява Блискавичного.                                            |
| 037 | Professor Tom         | 30 жовтня  |                                                                       |
| 038 | Mouse Cleaning        | 11 грудня  | Цей мультфільм не увійшов до збірки «Tom & Jerry Classic Collection». |

### 1949
| №   | Назва                    | Дата      | Примітки |
| --- | ------------------------ | --------- | --- |
| 039 | Polka-Dot Puss           | 26 лютого | |
| 040 | The Little Orphan        | 30 квітня | П'ятий мультфільм циклу, який отримав премію «Оскар» у категорії «Кращий анімаційний короткометражний фільм».     |
| 041 | Hatch Up Your Troubles   | 14 травня | Номінант на премію «Оскар» у категорії «Кращий анімаційний короткометражний фільм».                               |
| 042 | Heavenly Puss            | 9 липня   | Перша поява Пушка, Сніжка і Рижика більш відомих, як 3 янголяток із серії Triplet Trouble. Ім'я Мітхеда — Френкі. |
| 043 | The Cat and the Mermouse | 3 вересня | |
| 044 | Love That Pup            | 1 жовтня  | Перша поява цуценяти Тайка                                                                                        |
| 045 | Jerry's Diary            | 22 жовтня | Мультфільм-збірник, містить сцени з Tee for Two, Mouse Trouble, Solid Serenade і The Yankee Doodle Mouse.         |
| 046 | Tennis Chumps            | 10 грудня | |

### 1950
| №   | Назва                               | Дата         | Примітки                                                 |
| --- | ----------------------------------- | ------------ | -------------------------------------------------------- |
| 047 | Little Quacker                      | 7 січня      | Перша поява каченяти Крякера                             |
| 048 | Saturday Evening Puss               | 14 січня     | У цій серії єдиний раз показано обличчя Місс Пара Капців |
| 049 | Texas Tom                           | 11 березня   |                                                          |
| 050 | Jerry and the Lion                  | 8 квітня     |                                                          |
| 051 | Safety Second                       | 4 липня      |                                                          |
| 052 | Tom and Jerry in the Hollywood Bowl | 16 вересня   |                                                          |
| 053 | The Framed Cat                      | 21 жовтня    |                                                          |
| 054 | Cue Ball Cat                        | 25 листопада |                                                          |

### 1951
| №   | Назва                  | Дата      | Примітки                                                                            |
| --- | ---------------------- | --------- | ----------------------------------------------------------------------------------- |
| 055 | Casanova Cat           | 6 січня   | Цей мультфільм не увійшов до збірки «Tom & Jerry Classic Collection».               |
| 056 | Jerry and the Goldfish | 3 березня |                                                                                     |
| 057 | Jerry's Cousin         | 7 квітня  | Номінант на премію «Оскар» у категорії «Кращий анімаційний короткометражний фільм». |
| 058 | Sleepy-Time Tom        | 26 травня |                                                                                     |
| 059 | His Mouse Friday       | 7 липня   |                                                                                     |
| 060 | Slicked-up Pup         | 8 вересня | Цей мультфільм не увійшов до збірки «Tom & Jerry Classic Collection».               |
| 061 | Nit-Witty Kitty        | 6 жовтня  |                                                                                     |
| 062 | Cat Napping            | 8 грудня  |                                                                                     |

### 1952
| №   | Назва                | Дата         | Примітки |
| --- | -------------------- | ------------ | --- |
| 063 | The Flying Cat       | 12 січня     | |
| 064 | The Duck Doctor      | 16 лютого    | |
| 065 | The Two Mouseketeers | 15 березня   | Мультфільм «мушкетерської» серії. Шостий мультфільм циклу, який отримав премію «Оскар» у категорії «Кращий анімаційний короткометражний фільм» :32 |
| 066 | Smitten Kitten       | 12 квітня    | Мультфільм-збірник, містить сцени з Salt Water Tabby, The Mouse Comes to Dinner, Texas Tom і Solid Serenade.                                       |
| 067 | Triplet Trouble      | 19 квітня    | |
| 068 | Little Runaway       | 14 червня    | |
| 069 | Fit to be Tied       | 26 липня     | Сиквел серії The Bodyguard |
| 070 | Push-Button Kitty    | 6 вересня    | Остання поява Місс Пара Капців |
| 071 | Cruise Cat           | 18 жовтня    | Містить сцени з Texas Tom |
| 072 | The Dog House        | 29 листопада | |

### 1953
| №   | Назва              | Дата         | Примітки |
| --- | ------------------ | ------------ | --- |
| 073 | The Missing Mouse  | 10 січня     | |
| 074 | Jerry and Jumbo    | 21 лютого    | |
| 075 | Johann Mouse       | 21 березня   | Сьомий і останній мультфільм циклу, який отримав премію «Оскар» у категорії «Кращий анімаційний короткометражний фільм». :32 У цій серії Джеррі звуть Йоганн. |
| 076 | That's My Pup!     | 25 квітня    | |
| 077 | Just Ducky         | 5 вересня    | Цей мультфільм не увійшов до збірки «Tom & Jerry Classic Collection». Остання поява смужки між очима у кота Тома.                                             |
| 078 | Two Little Indians | 17 жовтня    | |
| 079 | Life with Tom      | 21 листопада | Мультфільм-збірник, містить сцени з Cat Fishin' , The Little Orphan і Kitty Foiled.                                                                           |

### 1954
| №   | Назва                | Дата         | Примітки |
| --- | -------------------- | ------------ | --- |
| 080 | Puppy Tale           | 23 січня     | |
| 081 | Posse Cat            | 30 січня     | Сиквел серії Texas Tom |
| 082 | Hic-cup Pup          | 17 квітня    | |
| 083 | Little School Mouse  | 29 травня    | |
| 084 | Baby Butch           | 14 серпня    | |
| 085 | Mice Follies         | 4 вересня    | |
| 086 | Neapolitan Mouse     | 2 жовтня     | |
| 087 | Downhearted Duckling | 13 листопада | |
| 088 | Pet Peeve            | 20 листопада | Знятий у форматі CinemaScope (2.55:1) і класичному форматі (1.37:1). Перша поява нових ірландських господарів                                                                                          |
| 089 | Touché, Pussy Cat!   | 18 грудня    | Мультфільм «мушкетерської» серії. Знятий у форматі CinemaScope і класичному форматі. Останній мультфільм циклу, номінований на премію «Оскар» у категорії «Кращий анімаційний короткометражний фільм». |

### 1955
| №   | Назва               | Дата         | Примітки |
| --- | ------------------- | ------------ | --- |
| 090 | Southbound Duckling | 12 березня   | Знятий у форматі CinemaScope і класичному форматі. |
| 091 | Pup on a Picnic     | 30 квітня    | |
| 092 | Mouse for Sale      | 21 травня    | |
| 093 | Designs on Jerry    | 2 вересня    | |
| 094 | Tom and Chérie      | 9 вересня    | Мультфільм «мушкетерської» серії. Знятий у форматі CinemaScope. |
| 095 | Smarty Cat          | 14 жовтня    | Мультфільм-збірник, містить сцени з Solid Serenade, Cat Fishin' і Fit to be Tied. |
| 096 | Pecos Pest          | 11 листопада | Останній мультфільм циклу «Том і Джеррі», у створенні якого брав участь продюсер Фред Квімбі. Наступні епізоди будуть продюсувати самі режисери Вільям Ганна і Джозеф Барбера. Перша поява Дядечка Пекоса. |
| 097 | That's My Mommy     | 19 листопада | Знятий у форматі CinemaScope. Номінант на премію «Енні». |
|     | Good Will To Men    | 23 грудня    | Знятий у форматі CinemaScope. Спін-оф «Тома і Джеррі» про старого Таффі. Останній мультфільм Вільяма Ганни і Джозефа Барбери, який продюсував Фред Квімбі. Епізод знятий про останню світову війну.        |

### 1956
| №   | Назва                | Дата        | Примітки                                                                                            |
| --- | -------------------- | ----------- | --------------------------------------------------------------------------------------------------- |
| 098 | The Flying Sorceress | 27 січня    | Знятий у форматі CinemaScope.                                                                       |
| 099 | The Egg and Jerry    | 23 березня  | Римейк мультфільму Hatch Up Your Troubles, знятий у форматі CinemaScope.                            |
| 100 | Busy Buddies         | 4 травня    | Знятий у форматі CinemaScope. Цей мультфільм не ввійшов до збірки «Tom & Jerry Classic Collection». |
| 101 | Muscle Beach Tom     | 7 вересня   | Знятий у форматі CinemaScope. Номінант на премію «Енні».                                            |
| 102 | Down Beat Bear       | 21 жовтня   | Знятий у форматі CinemaScope.                                                                       |
| 103 | Blue Cat Blues       | 6 листопада | Знятий у форматі CinemaScope.                                                                       |
| 104 | Barbecue Brawl       | 14 грудня   | Знятий у форматі CinemaScope і у звуковому оформленні Perspecta Stereo.                             |

### 1957
| №   | Назва              | Дата        | Примітки |
| --- | ------------------ | ----------- | --- |
| 105 | Tops with Pops     | 22 лютого   | Римейк мультфільму Love That Pup, знятий у форматі CinemaScope і Perspecta Stereo.                                    |
|     | Give and Tyke      | 30 березня  | Спін-оф «Тома і Джеррі» за участю Спайка і Тайка. Знятий у звуковому оформленні Perspecta Stereo.                     |
| 106 | Timid Tabby        | 19 квітня   | Знятий у звуковому оформленні Perspecta Stereo.                                                                       |
| 107 | Feedin 'the Kiddie | 7 червня    | Римейк мультфільму The Little Orphan, знятий у форматі CinemaScope і Perspecta Stereo.                                |
|     | Scat Cats          | 26 липня    | Спін-оф «Тома і Джеррі» за участю Спайка і Тайка. Знятий у звуковому оформленні Perspecta Stereo.                     |
| 108 | Mucho Mouse        | 6 вересня   | Знятий у звуковому оформленні Perspecta Stereo. Джеррі звуть Ель-Магніфіка                                            |
| 109 | Tom's Photo Finish | 1 листопада | Знятий у звуковому оформленні Perspecta Stereo. Цей мультфільм не увійшов до збірки «Tom & Jerry Classic Collection». |

### 1958
| №   | Назва              | Дата      | Примітки                                                                                                  |
| --- | ------------------ | --------- | --- |
| 110 | Happy Go Ducky     | 3 січня   | Знятий у форматі CinemaScope і в звуковому оформленні Perspecta Stereo.                                   |
| 111 | Royal Cat Nap      | 7 березня | Мультфільм «мушкетерської» серії. Знятий у форматі CinemaScope і в звуковому оформленні Perspecta Stereo. |
| 112 | The Vanishing Duck | 2 травня  | Знятий у форматі CinemaScope і в звуковому оформленні Perspecta Stereo.                                   |
| 113 | Robin Hoodwinked   | 6 червня  | Знятий у форматі CinemaScope і в звуковому оформленні Perspecta Stereo.                                   |
| 114 | Tot Watchers       | 1 серпня  | Знятий у форматі CinemaScope і в звуковому оформленні Perspecta Stereo. Сиквел серії Busy Buddies         |

## 1961—1962: Мультфільми Джина Дейча / Rembrandt Films
Мультфільми виробництва Rembrandt Films. В кінотеатрах були випущені компанією MGM.

### 1961
| №   | Назва                | Дата      | Примітки                                                                                  |
| --- | -------------------- | --------- | ----------------------------------------------------------------------------------------- |
| 115 | Switchin 'Kitten     | 7 вересня | Камео Блискавичного. В кінці Джеррі в нірці пародіює рик лева з заставки оригінальних MGM |
| 116 | Down and Outing      | 26 жовтня | Новий господар — чоловік у кепці                                                          |
| 117 | It's Greek to Me-ow! | 7 грудня  |                                                                                           |

### 1962
| №   | Назва                         | Дата        | Примітки            |
| --- | ----------------------------- | ----------- | ------------------- |
| 118 | High Steaks                   | 23 березня  |                     |
| 119 | Mouse into Space              | 13 квітня   |                     |
| 120 | Landing Stripling             | 18 травня   |                     |
| 121 | Calypso Cat                   | 22 червня   |                     |
| 122 | Dicky Moe                     | 20 липня    | Пародія на Мобі Дік |
| 123 | The Tom and Jerry Cartoon Kit | 10 серпня   |                     |
| 124 | Tall in the Trap              | 14 вересня  |                     |
| 125 | Sorry Safari                  | 12 жовтня   |                     |
| 126 | Buddies Thicker Than Water    | 1 листопада |                     |
| 127 | Carmen Get It!                | 21 грудня   |                     |

## 1963—1967: Мультфільми Чака Джонса / Sib Tower 12 Productions
Наступні 34 мультфільму були випущені студією Sib Tower 12 Productions (пізніше названою MGM Animation / Visual Arts) у Голлівуді, Каліфорнія. Всі мультфільми були випущені в кінотеатрах компанією Metro-Goldwyn-Mayer, і спродюсовані Чаком Джонсом. Режисери кожного мультфільму зазначені в примітках.

### 1963
| №   | Назва            | Дата     | Примітки    |
| --- | ---------------- | -------- | ----------- |
| 128 | Pent-House Mouse | 27 липня | (Чак Джонс) |

### 1964
| №   | Назва                             | Дата       | Примітки |
| --- | --------------------------------- | ---------- | --- |
| 129 | The Cat Above and the Mouse Below | 1 січня    | (Джонс) |
| 130 | Is There a Doctor in the Mouse?   | 22 березня | (Джонс, Моріс Ноубл) |
| 131 | Much Ado About Mousing            | 24 травня  | (Джонс, Нобл) У 131 серії активно використовуються елементи сюжету серії The Bodyguard. У 133 серії у Тома нова господиня |
| 132 | Snowbody Loves Me                 | 11 вересня | (Джонс, Нобл) У 131 серії активно використовуються елементи сюжету серії The Bodyguard. У 133 серії у Тома нова господиня |
| 133 | The Unshrinkable Jerry Mouse      | 6 грудня   | (Джонс, Нобл) У 131 серії активно використовуються елементи сюжету серії The Bodyguard. У 133 серії у Тома нова господиня |

### 1965
| №   | Назва                         | Дата       | Примітки                                                                |
| --- | ----------------------------- | ---------- | ----------------------------------------------------------------------- |
| 134 | Ah, Sweet Mouse-Story of Life | 21 січня   | (Джонс, Нобл) У 135 серії камео Блискавичного і Жовтого Спайка          |
| 135 | Tom-ic Energy                 | 7 березня  | (Джонс, Нобл) У 135 серії камео Блискавичного і Жовтого Спайка          |
| 136 | Bad Day at Cat Rock           | 26 квітня  | (Джонс, Нобл) У 135 серії камео Блискавичного і Жовтого Спайка          |
| 137 | The Brothers Carry-Mouse-Off  | 15 травня  | (Джим Пабіан, Нобл)                                                     |
| 138 | Haunted Mouse                 | 30 травня  | (Джонс, Нобл)                                                           |
| 139 | I'm Just Wild About Jerry     | 14 червня  | (Джонс, Нобл)                                                           |
| 140 | Of Feline Bondage             | 2 серпня   | (Джонс)                                                                 |
| 141 | The Year of the Mouse         | 30 серпня  | (Джонс, Нобл) У 142 серії використовується сцена із серії Tom-ic Energy |
| 142 | The Cat's Me-Ouch             | 15 вересня | (Джонс, Нобл) У 142 серії використовується сцена із серії Tom-ic Energy |

### 1966
| №   | Назва                        | Дата      | Примітки |
| --- | ---------------------------- | --------- | --- |
| 143 | Duel Personality             | 20 січня  | (Джонс, Нобл) |
| 144 | Jerry, Jerry, Quite Contrary | 17 лютого | (Джонс, Нобл) |
| 145 | Jerry-Go-Round               | 3 березня | (Ейб Левітоу) |
| 146 | Love Me, Love My Mouse       | 28 квітня | (Джонс, Бен Вошем) |
| 147 | Puss 'n' Boats               | 5 травня  | (Ейб Левітоу), Перша поява акули Шаркі. |
| 148 | Filet Meow                   | 30 червня | (Левітоу) |
| 149 | Matinee Mouse                | 14 липня  | (Том Рей) Мультфільм-збірник, містить сцени з Love That Pup, The Flying Cat, Professor Tom, The Missing Mouse, Jerry and the Lion, The Flying Sorceress, Jerry's Diary і The Truce Hurts. |
| 150 | The A-Tom-Inable Snowman     | 4 серпня  | (Левітоу) Камео Блискавичного |
| 151 | Catty-Cornered               | 8 вересня | (Левітоу) Камео Блискавичного |

### 1967
| №   | Назва                     | Дата       | Примітки |
| --- | ------------------------- | ---------- | --- |
| 152 | Cat and Dupli-cat         | 1 січня    | (Джонс, Нобл) |
| 153 | O-Solar Meow              | 24 січня   | (Левітоу) У 155 серії камео Коричневого Спайка |
| 154 | Guided Mouse-ille         | 3 лютого   | (Левітоу) У 155 серії камео Коричневого Спайка |
| 155 | Rock 'n' Rodent           | 15 березня | (Левітоу) У 155 серії камео Коричневого Спайка |
| 156 | Cannery Rodent            | 30 квітня  | (Джонс, Нобл) |
| 157 | The Mouse from HUNGER     | 7 травня   | (Левітоу) |
| 158 | Surf-Bored Cat            | 4 червня   | (Левітоу) |
| 159 | Shutter Bugged Cat        | 16 червня  | (Рей) Мультфільм-збірник, містить сцени з Part Time Pal, The Yankee Doodle Mouse, Nit-Witty Kitty, Johann Mouse, Heavenly Puss і Designs on Jerry. Цей мультфільм не увійшов до збірки «Tom & Jerry Classic Collection». |
| 160 | Advance and Be Mechanized | 29 серпня  | (Вошем) У 160 серії використовується сцена із серії Guided Mouse-ille. 161 серія — сиквел серії The Cat's Me-Ouch |
| 161 | Purr-Chance to Dream      | 26 вересня | (Вошем) У 160 серії використовується сцена із серії Guided Mouse-ille. 161 серія — сиквел серії The Cat's Me-Ouch |

## 2001: Мультфільм Hanna-Barbera / Turner Entertainment

### 2001
| №   | Назва                          | Дата     | Примітки |
| --- | ------------------------------ | -------- | --- |
| 162 | Tom and Jerry: The Mansion Cat | 8 квітня | Передостанній мультфільм циклу; випущений студіями Hanna-Barbera і Turner Entertainment спеціально для каналу Boomerang. Режисер Карл Тордж. Містить сцени з серії Muscle Bitch Tom. Камео Спайка. Цей мультфільм не увійшов до збірки «Tom & Jerry Classic Collection». |

## 2005—2014: Мультфільми Warner Bros. Animation

### 2005
| №   | Назва            | Дата       | Примітки |
| --- | ---------------- | ---------- | --- |
| 163 | The Karate Guard | 27 вересня | Останній на сьогоднішній день кіно-театральний мультфільм в якому показані зірки «Том і Джеррі». Режисери Джозеф Барбера і Спайк Брандт. Триквел серії The Bodyguard. Камео Бутча в ролі винищувача мишей. Останній мультфільм циклу, номінований на премію «Енні». |

2014
| №   | Назва                                  | Дата     | Примітка                                                                                          |
| --- | -------------------------------------- | -------- | ------------------------------------------------------------------------------------------------- |
| 164 | Tom and Jerry: A Fundraising Adventure | 7 жовтня | Двохвилинний скетч, показаний у рамках британського благодійного телемарафону «Children in Need». |

## Мультсеріали
| Українська назва              | англійська назва                   | прем'єра        | фінал             | серій |
| ----------------------------- | ---------------------------------- | --------------- | ----------------- | ----- |
| Шоу Тома і Джеррі (1975)      | The Tom & Jerry Show (1975)        | 6 вересня 1975  | 13 грудня 1975    | 16    |
| Том і Джеррі. Комедійне шоу   | The Tom and Jerry Comedy Show      | 6 вересня 1980  | 4 вересня 1982    | 15    |
| Том і Джеррі. Дитячі роки     | Tom & Jerry Kids Show              | 8 вересня 1990  | 27 листопада 1994 | 65    |
| Пригоди Тома і Джері          | Tom and Jerry Tales                | 23 вересня 2006 | 22 березня 2008   | 26    |
| Шоу Тома і Джеррі (2014 року) | The Tom and Jerry Show (2014 року) | 9 квітня 2014   | TBA               | 78    |

## Повнометражні мультфільми
| №  | Російська назва                               | англійська назва                                     | дата виходу                                                                                        |
| -- | --------------------------------------------- | ---------------------------------------------------- | -------------------------------------------------------------------------------------------------- |
| 1  | Том і Джеррі: Фільм                           | Tom and Jerry: The Movie                             | 1 жовтня 1992 (Німеччина) 30 липня 1993 (США)                                                      |
| 2  | Том і Джеррі: Чарівне кільце                  | Tom and Jerry: The Magic Ring                        | 6 березня 2002 (Іспанія) 12 березня 2002 (США)                                                     |
| 3  | Том і Джеррі: Політ на Марс                   | Tom and Jerry: Blast Off to Mars                     | 18 січня 2005 (США)                                                                                |
| 4  | Том і Джеррі: Швидкий і скажений              | Tom and Jerry: The Fast and the Furry                | 11 жовтня 2005 (США)                                                                               |
| 5  | Том і Джеррі: Тремти, Вусатий!                | Tom and Jerry: Shiver Me Whiskers                    | 22 серпня 2006 (США)                                                                               |
| 6  | Том і Джеррі: Історія про Лускунчика          | Tom and Jerry: A Nutcracker Tale                     | 2 жовтня 2007 (США)                                                                                |
| 7  | Том і Джеррі: Шерлок Холмс                    | Tom and Jerry Meet Sherlock Holmes                   | 24 серпня 2010 року (США)                                                                          |
| 8  | Том і Джеррі і Чарівник з країни Оз           | Tom and Jerry and the Wizard of Oz                   | 13 серпня 2011 року (США)                                                                          |
| 9  | Том і Джеррі: Робін Гуд і миша-веселун        | Tom and Jerry: Robin Hood and His Merry Mouse        | 28 вересня 2012 (США)                                                                              |
| 10 | Том і Джеррі: Гігантська пригода              | Tom and Jerry's Giant Adventure                      | 6 серпня 2013 (США)                                                                                |
| 11 | Том і Джеррі: Втрачений дракон                | Tom and Jerry: The Lost Dragon                       | 27 липня 2014 (San Diego Comic-Con International) 19 серпня 2014 (Digital HD) 2 вересня 2014 (DVD) |
| 12 | Том і Джеррі: Шпигунські ігри                 | Tom and Jerry: Spy Quest                             | 9 червня 2015 (Digital HD) 23 червня 2015 (DVD)                                                    |
| 13 | Том і Джеррі: Повернення в Оз                 | Tom and Jerry. Back to Oz                            | 12 вересня 2016                                                                                    |
| 14 | Том і Джеррі: Віллі Вонка і шоколадна фабрика | Tom and Jerry: Willy Wonka and The Chocolate Factory | 27 червня 2017                                                                                     |

## Джерело
- Молтин Леонард. О мышах и магии. История американского рисованного фильма = Of Mice and Magic. A History of American Animated Cartoons / Переводчик Хитрук Ф.С.. — М. : Издательство Дединского, 2018. — С. 350—380. — 640 с. — ISBN 978-5-6040967-0-3.
- Повний список мультфільмів MGM: наведені назви англійською та російською мовами, дата виходу, серіал, режисер — с. 587—599.